# Милославский, Иван Михайлович
Ива́н Миха́йлович Милосла́вский (1635 — 27 июля 1685) — приближённый царя Фёдора Алексеевича, окольничий (1660), боярин (1677) и воевода из рода Милославских. Дядя Ивана Андреевича и Петра Андреевича Толстых.

## Биография
Представитель дворянского рода Милославских. Сын Михаила Васильевича Милославского (ум. 1655). Четвероюродный племянник боярина и царского тестя Ильи Даниловича Милославского.
1 апреля 1660 года И. М. Милославский был пожалован в окольничие. В 1669 году руководил Аптекарским приказом. В феврале 1674 года Иван Михайлович Милославский был назначен первым воеводой в Астрахани. В 1677 году получил боярский сан.
Сделал карьеру вскоре после воцарения Фёдора Алексеевича, отличавшего его. Иван Михайлович был человек деятельный, очень хитрый и достаточно богатый. В 1680 году он был назначен начальником Приказа Большой казны (министром финансов), в то время одна из самых влиятельных должностей. К нему стекались все нити управления государством, как стекались они при покойном царе Алексее к его дяде.
Кроме Приказа Большой казны, Иван Михайлович Милославский в разное время руководил Новгородским приказом (1677—1679), Рейтарским приказом (1677—1680), Приказом Галицкой чети (1677—1680), Приказом Большого Дворца (1677), Приказом Большого прихода (1678), Приказом Новой чети (1678), Владимирским и Иноземным приказами (1678), Стрелецким приказом (1683).
После смерти царя Фёдора Алексеевича (1682) боярин Иван Милославский старался поддержать влияние его сестры Софьи Алексеевны как правительницы. По версии Нарышкиных — разжигал страсти стрельцов, погубив возвращённого из ссылки боярина А. С. Матвеева во время бунта 15 мая 1682 года. Позже вступил в борьбу с И. А. Хованским, которая не закончилась с его гибелью. Участники произошедшего уже после смерти Милославского (от инсульта в 1685 году) второго стрелецкого бунта 1698 года в своих показаниях обвиняли Ивана Михайловича в стремлении устранить и царя.
На протяжении 8 лет владел селом Кунцевом («… в 1677 году сельцо Кунцево с пустошами в количестве 76 четвертей земли было пожаловано из дворцовых сел Ивану Михайловичу Милославскому».) Другое принадлежавшее ему подмосковное село, Всехсвятское, как приданое получил вместе с рукой его дочери царевич Александр Имеретинский.
Скончался в 1685 году, вероятно, от инсульта. Похоронен у церкви Николая Чудотворца в Столпах в Армянском переулке.

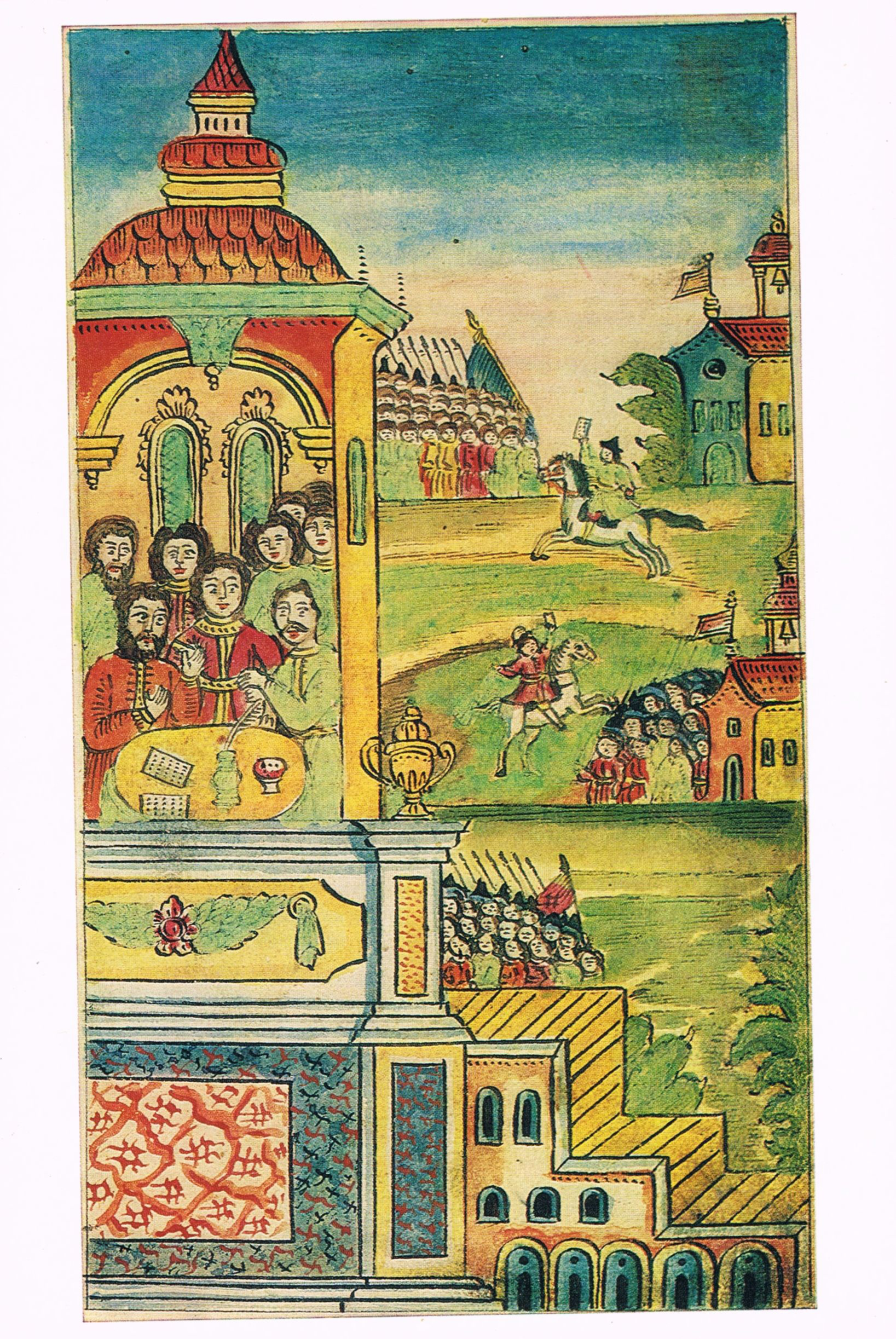
Изображены события за день до стрелецкого восстания 1682 года. Внутри дома — князья Иван Милославский, Иван Хованский и другие заговорщики. Они сочиняют грамоты, обращения к стрельцам против Нарышкиных. Миниатюра из рукописи 1-й половины XVIII века «История Петра I», соч. Петра Крёкшина.

В 1697 году перед отправкой в великое посольство царь Пётр I устроил розыск после доноса на заговор стрелецкого полковника И. Е. Циклера, друга И. М. Милославского. Под пытками он и его сообщники, бояре Соковнин и Пушкин, признались, что по приказу Софьи они планировали убить царя. Заговорщиков казнили. Их кровь стекала в открытый гроб на труп И. М. Милославского, специально вырытый из могилы, на свиньях доставленный в село Преображенское и помещённый под плаху. После окончании казни останки заговорщиков и И. М. Милославского были перевезены в Москву. Их тела были размещены у каменного столба на Красной площади, где находились несколько месяцев.

## Семья и дети

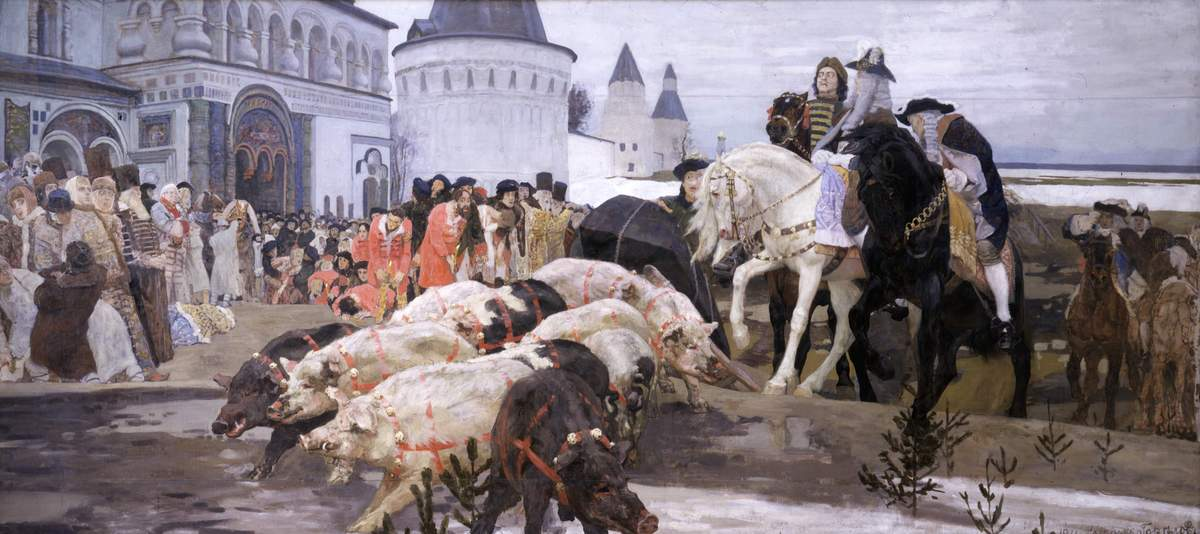
Горелов Г. Н. Осмеяние трупа Ивана Милославского (1911)

Был дважды женат. Его первой женой была Александра Кузьминична, происхождение и фамилия которой неизвестна. Вторично женился на княжне Евдокии Петровне Прозоровской. Дети:
- Василий (ум. 1657)
- Семён (ум. 1652)
- Михаил (ум. 1660)
- Семён (ум. 1663)
- Михаил (ум. 1665)
- Анна (ум. 1665)
- Пётр (ум. 1668)
- Феодосья (ум. 1695), жена с 1687 года царевича Александра Арчиловича Имеретинского (1674—1711)

### Кинематограф
- Геннадий Петров — «Юность Петра» (1980).

### В беллетристике
- В. С. Соловьёв, «Царь-девица» (1878)
- А. Н. Толстой, «Пётр Первый» (1934)
- Р. Р. Гордин, «Игра судьбы» (2001).

## Список литературы
- Платонов С. Ф. Лекции по русской истории // Высшая школа. — М., 1993. — С. 736. — ISBN 5-06-002499-7.
- Устрялов Н. История царства Петра Великого. — СПб., 1858. — Т. 3.